# Bianor ghigii
Bianor ghigii là một loài nhện trong họ Salticidae.
Loài này thuộc chi Bianor. Bianor ghigii được Lodovico di Caporiacco miêu tả năm 1949.